# 溫迪阿伯站
溫迪阿伯站（英語：Windy Arbour）是一個位於愛爾蘭都柏林鄧萊里-拉斯當郡的都柏林轻轨站，在2004年通車，服務地區包括溫迪阿伯、彻奇敦和克朗斯爾雷。都柏林公車路線17、44和61均到達此站。